# Hamilton-Kliff
Das Hamilton-Kliff ist ein markantes und über 600 m hohes Felsenkliff im westantarktischen Marie-Byrd-Land. In den Thiel Mountains bildet es den nordöstlichen Ausläufer des Ford-Massivs.
Die Benennung erfolgte auf Vorschlag des Geologen Arthur B. Ford und des Kartografen Peter Frank Bermel, die gemeinsam zwischen 1960 und 1961 eine Mannschaft des United States Geological Survey (USGS) zur Erkundung der Thiel Mountains leiteten. Namensgeber ist der US-amerikanische Geologe Warren B. Hamilton (1925–2018), der als Repräsentant des USGS zwischen 1958 und 1959 verantwortlich war für die geologischen Studien in den Antarktischen Trockentälern.